# دنگو، آنگولا
دنگو (به انگلیسی: Dongo) شهری در استان هوییلا واقع در کشور آنگولا است که در سال ۲۰۰۹ میلادی ۹٬۱۳۴ نفر جمعیت داشته است.